# Маний Ацилий Глабрион (консул-суффект 33 года до н. э.)
Ма́ний Аци́лий Глабрио́н (лат. Manius Acilius Glabriо; умер после 25 года до н. э.) — древнеримский политический деятель из знатного плебейского рода Ацилиев, консул-суффект 33 года до н. э.

## Биография
Маний Ацилий был сыном консула 67 года до н. э. того же имени от второго брака. 
Вполне возможно, что впервые имя Мания Ацилия в сохранившихся источниках встречается в 48 году до н. э., когда он исполнял функции дуумвира, о чём свидетельствует фрагмент одной надписи из Остии. Позднее, в 33 году до н. э., Глабрион занимал должность консула-суффекта наряду с Гаем Фонтеем Капитоном. В 25 году до н. э. он был проконсулом провинции Африка.
Некоторые исследователи допускают возможность отождествления консула-суффекта 33 года до н. э. с легатом Гая Юлия Цезаря времён гражданской войны 49—45 годов до н. э., в качестве проконсула управлявшим Сицилией, а после — Ахайей.